# Dolichos tenuicaulis
Dolichos tenuicaulis là một loài thực vật có hoa trong họ Đậu. Loài này được (Baker) Craib miêu tả khoa học đầu tiên.